# كيدان (الزاهر)

تعديل مصدري - تعديل

حارة كيدان هي إحدى حارات مدينة الزاهر أحد مدن محافظة البيضاء، بلغ تعداد سكانها 464 نسمة حسب تعداد اليمن لعام 2004.